# Carrio (Laviana)
Carrio es una parroquia del concejo asturiano de Laviana ubicada en la parte suroriental del concejo. Situada a unos 290 metros de altitud, tiene una extensión de 2,43 km y una población de 150 habitantes. Dista 1,5 km a Pola de Laviana, la capital del concejo y 30 km de Oviedo. Por Carrio pasa la AS-17.

## Pueblos
- Carrrio: Es la capital de la parroquia y aquí se sitúa el Pozo Carrio.
- Brañueta[1] (La Brañueta en asturiano y oficialmente)
- Linariegas[1] (Les Llinariegues)
- Sarambiello
- La Corcia
- El Estellero[1] (L'Estelleru)
- La Reguerina
- El Cantiquín
- El Colláu[1]
- Rimoria
- La Sota
- El Sutu: En este pueblo se sitúa el polígono industrial, y es en este pueblo se sitúa el origen y el final de la Ruta minera del Coto Musel y la Ruta del Picu La Vara
- La Teyera

## Edificios ilustres
- Iglesia de Nuestra Señora de los Remedios:Construida en el año XVIII, junto a la iglesia hay un tejo centenario
- Pozo Carrio: Único pozo del concejo, el origen de este pozo se sitúa sobre el año 1890

## Fiestas
Las fiestas patronales se celebran el 8 de septiembre coincidiendo con el día de Asturias, en homenaje a Nuestra Señora de los Remedios.